# Джонсборо (Теннессі)
Джонсборо (англ. Jonesborough) — місто (англ. town) в США, в окрузі Вашингтон штату Теннессі. Населення — 5860 осіб (2020).

## Географія
Джонсборо розташоване за координатами 36°17′45″ пн. ш. 82°28′36″ зх. д. / 36.29583° пн. ш. 82.47667° зх. д. (36.295835, -82.476550).  За даними Бюро перепису населення США в 2010 році місто мало площу 13,32 км², уся площа — суходіл.

## Демографія
Згідно з переписом 2010 року, у місті мешкала 5051 особа в 2099 домогосподарствах у складі 1293 родин. Густота населення становила 379 осіб/км².  Було 2318 помешкань (174/км²).
Расовий склад населення:
| - 92,7 % — білих - 4,4 % — чорних або афроамериканців - 0,6 % — азіатів - 0,1 % — корінних американців |

До двох чи більше рас належало 1,4 %. Частка іспаномовних становила 1,8 % від усіх жителів.
За віковим діапазоном населення розподілялося таким чином: 16,5 % — особи молодші 18 років, 65,6 % — особи у віці 18—64 років, 17,9 % — особи у віці 65 років та старші. Медіана віку мешканця становила 40,0 року. На 100 осіб жіночої статі у місті припадало 99,6 чоловіків;  на 100 жінок у віці від 18 років та старших — 97,6 чоловіків також старших 18 років.
Середній дохід на одне домашнє господарство  становив 64 240 доларів США (медіана — 50 378), а середній дохід на одну сім'ю — 76 486 доларів (медіана — 61 333). Медіана доходів становила 51 739 доларів для чоловіків та 37 781 долар для жінок. За межею бідності перебувало 13,1 % осіб, у тому числі 15,7 % дітей у віці до 18 років та 8,8 % осіб у віці 65 років та старших.
Цивільне працевлаштоване населення становило 2115 осіб. Основні галузі зайнятості: освіта, охорона здоров'я та соціальна допомога — 24,7 %, роздрібна торгівля — 23,5 %, виробництво — 10,8 %, мистецтво, розваги та відпочинок — 8,8 %.